# 나가정 (미야기현)
나가정(長町)은 일본 미야기현 나토리군 다이하쿠구에 해당되는 정이다. 에도시대에 오슈가도의 역참 마을인 나가마치주쿠(長町宿)로서 시작되어, 수차례에 걸친 합병이나 정촌명 변경을 거쳐 쇼와시대에 센다이시에 편입되어 센다이남부에서 교통의 요충지, 유통의 중심지 중 하나로 발달했다.
현재는 마을 이름으로 나가마치, 나가마치미나미, 아스카마치가 있고, 또 철도역으로 나가마치역, 나가마치미나미역, 나가마치1초메역이 있다.나가마치 미나미 역 근처에 다이하쿠 구청이 있다 

## 역사

### 에도시대
세키가하라 전투에서 세상의 대세가 결정된 후 도쿠가와 이에야스는 도쿠가와 가문의 통치를 보다 공고히 하기 위해 일본 각지의 가도와 숙역 제도의 확충을 요구했다.이에 따라 센다이 번령 내에서도 가도와 숙소 정비가 이루어졌다.오가도의 하나인 오슈 가도에서는 단계적으로 숙소가 정비, 건설되었으며, 1612년에 평강 마을과 네기시 마을에 걸친 형태로 하나의 숙장 마을이 설치되었다.이것이 나가마치주쿠다.나가마치 숙소는 센다이 성 아래에서 세어 첫 번째 숙소였다. 나가마치주쿠의 설영에는 센다이 성의 보청 봉행이었던 가나모리 오키 및 쓰다 유타카 전경강이 종사하였고, 가도를 따라 86채의 정자시키가 만들어졌다. 오슈 가도 외에 나가마치 숙소에서 서쪽으로 뻗은 두 개의 가도도 있어 대체로 나가마치 숙소의 덴마 역의 부담은 컸고, 이를 견디지 못해 망하는 집도 있었다고 한다.1623년에 기록된 연서 신상장에, 나가마치 숙소는 이제 35채에서 전마역을 부담하고 있으며 아직도 호소가 남아 있다

### 메이지·다이쇼·쇼와 초기
1874년(메이지 7년) 네기시 촌과 히라오카 촌이 합병해 나가마치 촌이 성립한다.1878년(메이지 11년) 10월 21일에 나토리 군이 발족해 군 관공서가 나가마치 촌에 설치되었다.
1888년(메이지 21년)에 시제와 정촌제가 공포되고 이듬해인 1889년 4월 1일의 정촌제의 시행에 의해 나가마치 촌과 고리야마 촌이 합병, 동시에 센다이 구의 일부였던 미야자와를 편입해 모가사키 촌으로 성립하였다. 모가자키는 장정에서 북서 방향에 있는 대년사산의 별칭이며, 모가자키의 지명은 현재도 남아 있다.
1887년 일본 철도가 현재의 도호쿠 본선을 시오가마까지 개통시켰으나, 이 당시에는 나가정의 역은 개업하지 않았다. 1894년 청일전쟁이 일어나자 센다이에 있던 육군 2사단이 군용 정거장을 나가정에 설치시키고 병원들이 이곳에서 만세의 환호 아래 전쟁터로 출정했다.1896년에 일반역으로 나가마치역이 개업한다.1904년 러일 전쟁이 발발하자 다시 나가마치역에서 병원들이 보내졌다.
1892년 장정에 청과시장이 설치되었다.이 무렵 센다이 주변에서 수확된 농산물과 수산물은 나가정, 가와라정, 하라정, 쓰쓰미정, 기타야마, 하치만마치 중 하나를 경유하여 그곳에서 소매상인에 의해 센다이 시내에 유통되었다. 그 밖에 나가마치에는 미곡점과 신탄점이 많이 모여 있었다. 뒤인 1923년 중앙도매시장법이 통과되자 장정시장은 이를 인가받지 못했지만 산업조합법으로 청과시장의 기능을 유지했다.
철도역과 시장의 설치로 인해 모가사키 마을은 교통과 물류의 요충지로 발달하였다.
1915년( 2월 1일에 모가사키 촌은 정제 시행·개칭해 나가정이 되었고, 1928년 4월 1일에 미야기 군 하라 정과 함께 센다이 시에 편입되었다.이 시점에서의 나가마치의 인구는 약 1만명으로, 정제 시행·개칭 당시부터 약 5할 증가하고 있었다. 센다이시가 나가정과 하라정을 편입 합병하는 구상은 1918년부터 시작되었고, 또 나가정의 주민도 합병을 바라고 있었다. 그러나 당시에는 군제가 시행되고 있어 나가정에는 나토리군의 군청이, 하라정에는 미야기군의 군청이 존재하였다.나토리 군 관공서의 입장으로서 군의 중심인 나가정과 센다이 시와의 합병은 인정하기 어려웠고 나가정 편입 구상은 진행되지 않았다. 하라마치도 마찬가지다.군제는 1923년에 폐지되어 군 관공서의 감독이 없어졌다.이에 따라 합병 협상이 진행된 것이었다.
그 사이 1914년에 나가마치와 아키보를 잇는 아키보 궤도가 개통되어[10], 1925년에는 국철 나가마치역에 화차 조차장이 설치되었다[8]. 또한 1936년에는 노면 전차인 센다이 시전의 나가정 선이 개통되어 나가마치는 그 종착점이 되었다.
태평양 전쟁중의 1945년 7월 10일의 센다이 공습에서는, 나가정은 미군의 폭격 목표의 중심점으로부터 멀었지만 재해를 입었다[12].

### 쇼와 중기부터 헤이세이
다이쇼 시대에 설치된 나가마치역의 화차 조차장은 이후에도 단계적으로 확장이 이루어졌으나 1950년부터 이것의 대규모 개량이 이루어졌다. 이 개량공사는 1955년에 완성되어 나가마치역은 하루에 2400량의 화차를 취급할 수 있는 규모의 조차장이 되었다. 1959년 성수기에 하루에 2963량을 취급했다는 기록이 남아 있다. 한편, 실적의 침체와 설비의 노후화로 인해 아키보 전기 철도가 1961년에 폐지되었다.
1960년 미야기 들판 옛 연병장터에 센다이 중앙 도매 시장이 개설되었다. 이것의 청과 부문은 청물 도매상 수용 절충에 우여곡절이 있어 1961년 업무를 개시하였다.나가마치 시장은 2년간의 한시적으로 센다이 중앙 도매 시장의 분장으로 남겨졌다가 1963년에 폐쇄되었다.
1976년, 모터리제이션의 발달에 따른 교통 체증이나 수지 적자의 문제로 나가마치선을 포함해 센다이시 전선이 폐지되었다[16]. 또, 이 무렵에 이르러서는 사회 정세의 변화로 일본의 철도 화물의 수송량은 감소 경향에 있었다.1984년 다이어 개정으로 국철은 조차장에서의 화차 중계 방식을 완전히 폐지하고 컨테이너 열차를 주체로 하는 직행 수송으로 방향을 틀었다. 이에 따라 나가마치 조차장도 그 기능을 정지하고 기관차의 차량기지인 나가마치 기관구가 남았다.나가마치 기관구도 나중에 이전해 나가마치 조차장 터는 내일과 나가마치로서 재개발되게 된다.
1987년 센다이시 지하철 난보쿠 선이 개통되면서 도호쿠 본선과 접속하는 나가마치 역 외에 나가마치 미나미 역과 나가마치 1초메 역이 설치되었다.나가마치 미나미 역 주변은 원래 논 지대였으나 지하철 개업을 예상하고 1980년대부터 택지 개발이 이루어졌으며, 또한 1989년 센다이 시의 정령 지정 도시 이행에 앞서 구청의 건설이 이루어졌다. 1990년대에 이르러 쇼핑몰인 더 몰 센다이 나가마치가 근방에 진출했다.
이 당시 이시이 토루가 센다이 시장을 맡고 있었다.이시이는 기능 분산형 도시 구조를 모색해 센다이 시의 동서남북에 각각의 부도심 구상을 그렸다.북쪽은 이즈미추오 부도심, 서쪽은 아이코 부도심, 동쪽은 동부 부도심, 남쪽은 나가마치 부도심이 설정돼 각각 재개발하고 상업, 생활, 문화시설을 계획적으로 설치해 토지 이용의 고도화를 꾀하려 했다.